# Индустријска зона Понте Росо (Порденоне)
Индустријска зона Понте Росо је насеље у Италији у округу Порденоне, региону Фурланија-Јулијска крајина.
Према процени из 2011. у насељу је живело 18 становника. Насеље се налази на надморској висини од 37 м.